# Зейско-Буреинская равнина
Зе́йско-Буреи́нская равни́на — равнина на Дальнем Востоке России, одна из самых крупных в Среднем Приамурье. Территориально расположена в Амурской области, между предгорьями хребта Турана и реками Амур и Зея.
Открыта в XVII веке русскими землепроходцами, впервые исследована русским путешественником Григорием Грумм-Гржимайло.

## Рельеф и геологическое строение
Равнина сложена пластами речных и озёрных песков и глин. Преобладающие высоты — от 200 до 300 м, в равнину глубоко врезаны долины рек. Основной тип ландшафта — луговые степи с участками лесов — так называемые «амурские прерии». На севере произрастают смешанные дубово-лиственничные леса, на юге — дубовые с амурской липой среди лугово-степных равнин. Последние сильно распаханы. Почвы луговые чернозёмовидные, буро-таёжные и болотные. Климат континентальный с чертами муссонного, с холодной, малоснежной зимой и умеренно тёплым летом. Местами островная мерзлота.
Геологическое прошлое Зейско-Буреинской равнины очень интересно. Оно в основном определило современный облик этой низменности. Высказываются предположения, что в позднетретичное время Амур на востоке был замкнут хребтом Малого Хингана и воды его направлялись через Северную Маньчжурию. Река в то время впадала в Китайское море или же, огибая Малый Хинган с юга (в Маньчжурии), пользовалась руслом Сунгари и направлялась к востоку. Тогда, возможно, и образовались надпойменные террасы равнины. Позже, в начале четвертичного времени, водами Амура был прорезан Малый Хинган, и только тогда произошло полное осушение Средне-Амурского водоема и в связи с этим образовались обширные поймы Бурей и Зеи и их пойменные террасы.

Вид на Зейско-Буреинскую равнину с сопок возле г. Свободного

В четвертичных аллювиальных отложениях равнины известны находки отпечатков ныне вымерших растений гинко и дзелквы. Это указывает на то, что раннечетвертичное время на Среднем Амуре отличалось более благоприятным климатом, способствовавшим произрастанию здесь более богатых даже по сравнению с современной уссурийско-маньчжурской флорой лесов.

## Экологические условия
Пойменные и надпойменные пресные озера с прилежащими озерными болотами. Медленно текущие небольшие реки с прилегающими болотами, старицы. Важное место сезонной концентрации водоплавающих во время миграций и на гнездовании.

## Хозяйственное значение
Зейско-Буреинская равнина — основной зерновой район Амурской области. В бассейне реки Бурея имеются месторождения каменного угля. Также разрабатываются месторождения золота.